# 理髪外科医

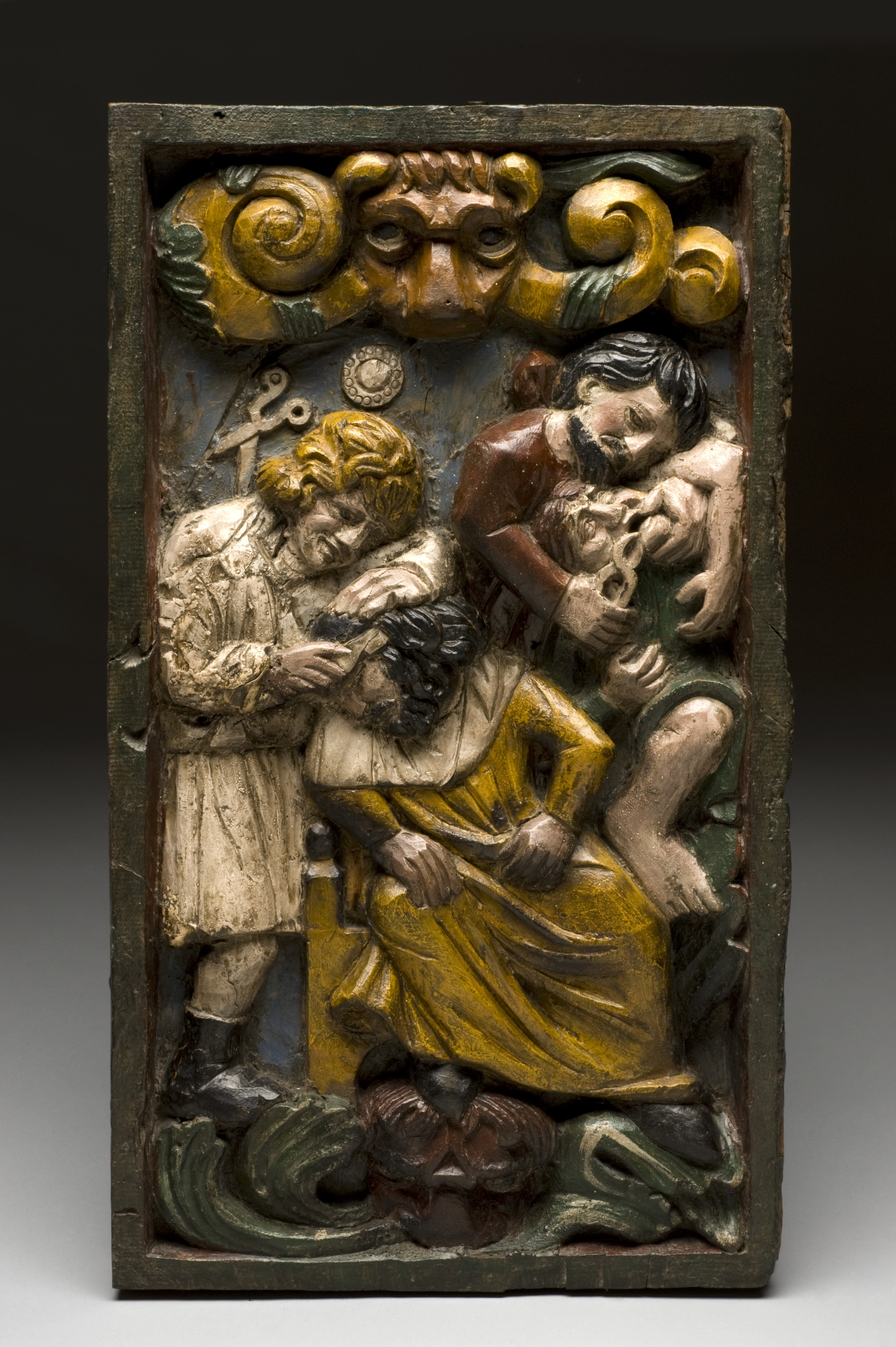
文字の読めない人にもわかる看板として使われていたと考えられる彫り物

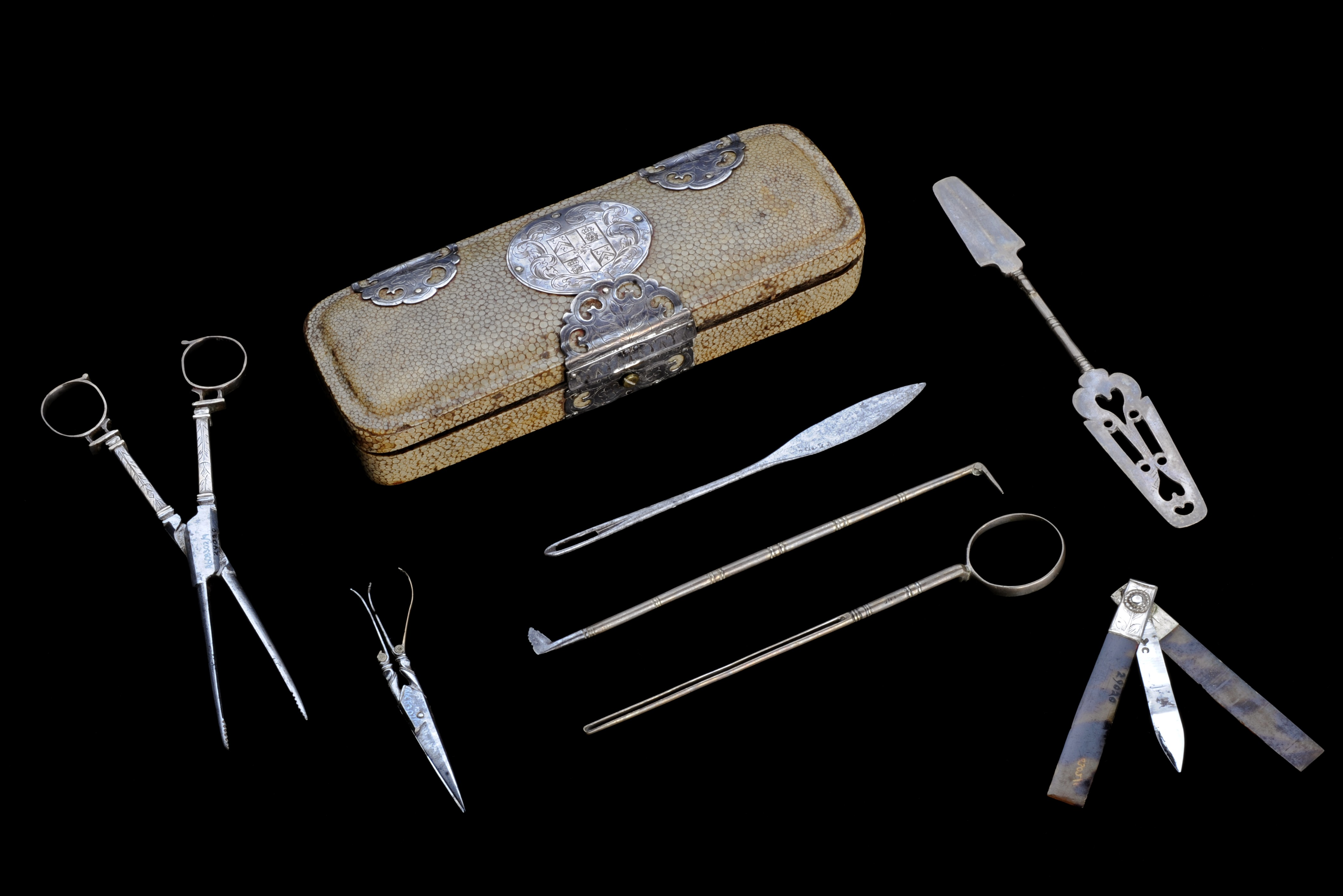
17世紀の理髪外科医の道具と道具入れ、道具入れにはギルドのエンブレムが刻まれている。

理髪外科医（りはつげかい、英語: barber surgeon）とは、髪を切る理容師が人体を切る外科医の仕事を兼ねていた職業である。12世紀ごろから18世紀のヨーロッパに存在が確認される。理容外科医（りようげかい）、床屋外科医（とこやげかい）とも呼ばれる。
行っていた仕事としては、剃毛、散髪、化粧、ボディケア、抜歯、瀉血、浣腸、傷の縫合、戦傷の治療・四肢切断、助産師、ヘルニア切開手術、結石摘出、ブタの去勢などさまざまである。

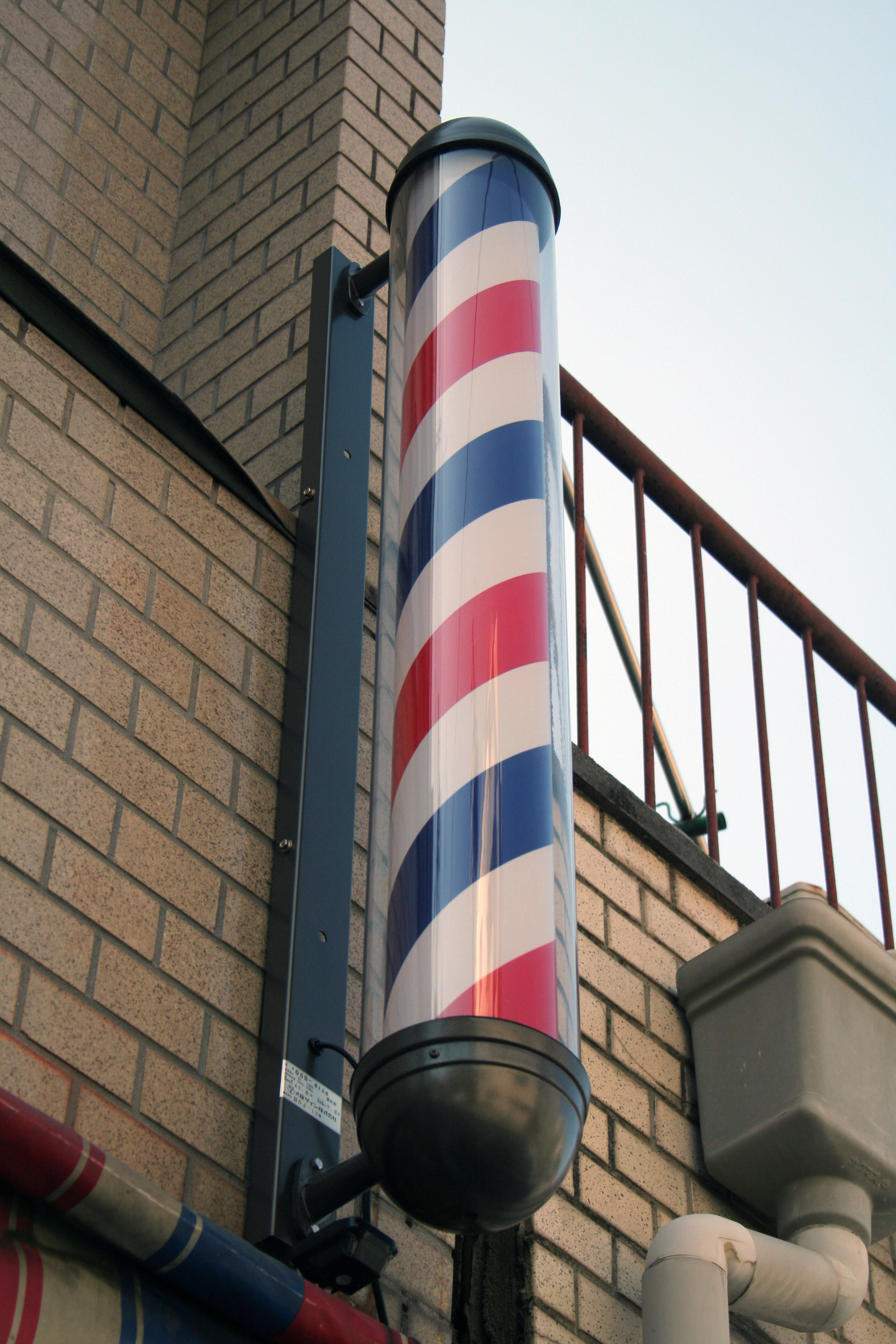
理容所を示す細長い円柱形の看板サインポールは中世から使用されている。白は包帯・青は静脈・赤は動脈（伝統的なものは赤と白だけが使われる）を示し、かつて理容師が外科も行っていたことを示しているという説がある。

理髪外科医は、職業の専門化によって仕事が無くなったが、床屋の看板サインポール、オーストラリアなどのイギリス連邦諸国で男性外科医をドクター(Dr.)ではなくミスター(Mr.)と呼ぶ伝統などに名残がみられる。

## 歴史
正確な起源がいつかは不明である。外科手術自体は紀元前の古代エジプト医学に見ることができ、外科医という言葉は7世紀ごろのラテン語 chirurgicus という言葉に見ることができる。しかし、理髪師は様々な呼び方（minutor、sanguinator、phlebotomus、rasor、rasorius そして barbator など）が使われており、彼らが外科的な医療行為を行っていたかも判明していない。
修道士は、頭の上を剃るトンスラを維持する義務から、教会の周りには理髪店が置かれた。修道士は医療者であり、軟膏などを処方していたりしたが、モーセの十戒の「汝、殺す勿れ」より死につながる行為は忌避された。そのため、傷つける行為は刃物の扱いに長けていた理髪師が行うようになった。
1163年のトゥール教会会議にて「教会は血を忌む ( Ecclesia Abhorret a Sanguine )」という決定が下され、出血を伴う治療の一切を修道士は行わなくなった。そのため、医学を学んだ医者の指示のもと理髪外科医が手術を行うようになった。
しかし、近代以前のヨーロッパの医者は、医師になるときの宣誓にある「人を傷つけるなかれ」という言葉に従い手術を行うどころか、手術自体を見ないようにしていた。理髪外科医は手術を見ずに指示だけする医者の代わりとして手術を行っていた。そして上手くいけば医者の手柄となり、ミスがあれば理髪外科医の責任となった。
医学との分離
17世紀まで、医学書の読み書きができない理髪師が徒弟、口伝によって伝承していた。
16世紀のパリで、理髪外科医の扱いについて議論が行われた。大学は理髪外科医を訓練し管理したいと考え、医師側は既得権益を維持したいと考えていた。1660年、パリ高等法院は医師側の主張を認めた。
17世紀末にルイ14世の痔瘻手術が成功したことで、外科医の様々な待遇改善が行われ、1731年には Royal Academy of Surgery （フランス語:Académie royale de chirurgie）が設立された。
同時期の17世紀末に、ノミやシラミ対策でかつらの流行が始まった。barbiers-perruquiers-baigneurs-étuvistes（理髪店・かつら店・入浴場・サウナ場） コミュニティが設立し、理髪師としての仕事だけでも生活できるようになったことから、待遇が改善した外科医もしくは理髪師だけで生きるかの分離が更に加速した。

## 団体
14世紀初めにフランスで同業者組合サン･コーム（Saint‐Côme）が設立された。サン･コームは医療関係者の守護聖人聖コスマス（聖コスマスと聖ダミアノス）「聖コスマスは、フランス語では聖コスメとも」のフランスでの呼び名である。